# Miroslav Cerar
Ne doit pas être confondu avec Miro Cerar.
Miroslav Cerar, né le 28 octobre 1939 à Ljubljana, est un juriste et ancien gymnaste yougoslave, aujourd'hui slovène.
Il est le père de Miro Cerar, président du gouvernement slovène entre 2014 et 2018.

## Palmarès

### Jeux olympiques
- Tokyo 1964
  -  médaille d'or au cheval d'arçons
  -  médaille de bronze à la barre fixe

- Mexico 1968
  -  médaille d'or au cheval d'arçons

### Championnats du monde
- Moscou 1958
  -  médaille de bronze au cheval d'arçons

- Prague 1962
  -  Médaille d'or au cheval d'arçons
  -  Médaille d'or aux barres parallèles

- Dortmund 1966
  -  Médaille d'or au cheval d'arçons
  -  Médaille de bronze aux barres parallèles

- Ljubljana 1970
  -  Médaille d'or au cheval d'arçons

### Championnats d'Europe
- Luxembourg 1961
  -  médaille d'or au concours général individuel
  -  médaille d'or au cheval d'arçons
  -  médaille d'or aux anneaux
  -  médaille d'or aux barres parallèles
  -  médaille de bronze au sol
  -  médaille de bronze au saut de cheval

- Belgrade 1963
  -  médaille d'or au concours général individuel
  -  médaille d'or au cheval d'arçons
  -  médaille d'or aux anneaux
  -  médaille d'or à la barre fixe
  -  médaille d'argent au saut de cheval
  -  médaille de bronze au sol

- Anvers 1965
  -  médaille d'or aux barres parallèles
  -  Médaille d'argent au sol
  -  Médaille d'argent au cheval d'arçons
  -  Médaille de bronze aux anneaux

- Tampere 1967
  -  Médaille d'argent au cheval d'arçons
  -  Médaille de bronze à la barre fixe

- Varsovie 1969
  -  Médaille d'or au cheval d'arçons
  -  Médaille d'argent aux barres parallèles
  -  Médaille de bronze à la barre fixe